# Rescapés noirs du White Lion en 1619 en Virginie
Les rescapés noirs du White Lion en 1619 en Virginie furent les premiers habitants noirs d'Amérique à ne pas avoir vécu dans les empires ibériques du Portugal et de l'Espagne.
Ils avaient été victimes en Angola d'un raid massif des mercenaires Imbangala (en) commandé par le gouverneur portugais Luís Mendes de Vasconcelos (1617-1621) contre le royaume de Ndongo, trois ans avant la défaite portugaise à la bataille de Mbumbi. En cours de déportation vers le Mexique, ils furent interceptés par un corsaire venu de Vlissingen aux Pays-Bas. Endommagé par son combat contre le navire négrier, ce dernier cingla vers la Virginie où il les débarqua et passa un mois à entreprendre des réparations. Cette colonie britannique leur appliqua alors un statut d'engagés sous contrat, comme aux travailleurs blancs dont elle restera composée à 98 % jusqu'en 1649.
Leur nombre, non précisé, était plus proche de la trentaine que de la vingtaine, dont une majorité de femmes et deux ou trois descendus d'un second navire corsaire, le Treasurer, arrivé cinq jours plus tard.
La date de ce débarquement a inspiré "The 1619 Project", lancé par le New-York Times en 2019, visant à refonder l'historiographie américaine focalisée sur la déclaration d'indépendance de 1776 en analysant la contribution de l'esclavage et de la population noire, mais selon les historiens les Noirs arrivés par hasard en 1619 en Virgine n'y ont pas vécu sous un statut d'esclaves.
Des historiens ont critiqué ce "Projet 1619" pour sa date, en estimant que l’esclavage en Virginie ne datait pas de 1619 mais de la seconde partie des années 1650, quatre décennies plus tard, et qu'il n'avait vraiment pris son essor en Virginie qu'à partir des années 1680, dans les Caroline à partir de 1700, en Georgie à partir de 1760 et en Alabama et Mississippi après 1815.

## Portée historique du débarquement de 1619
Cet épisode de 1619 n'a « pas la signification que lui attribue » le controversé The 1619 Project du New-York Times, estime Roger D. McGrath, professeur d'histoire à l'Université de Los Angeles, en novembre 2020 dans le magazine Chronicles car il « n'a pas enclenché une tendance ». En effet, des dizaines de milliers de colons blancs étaient prêts à s’engager pour partir vers le Nouveau Monde et la Virginie reste la seule colonie britannique à avoir des habitants africains au cours des années suivantes, et ce en nombre toujours très modeste. Plus de 80 % des 7500 blancs arrivés en Virginie entre 1607 et 1624 sont morts de maladies ou d'attaques des Amérindiens, mais sans décourager le flux des candidats venus d'Europe.
Ensuite, « il a fallu de nombreuses années pour que l’esclavage soit institué en Amérique britannique ». Entre-temps, expédier des Africains vers les colonies « pour servir seulement pendant un engagement de 4-7 ans n’avait pas de sens économique », car il était « moins cher de transporter des engagés sous contrat blancs », par un « trajet plus court » et sans les acheter.
Parmi les Noirs arrivés à cette époque, Anthony Johnson, engagé sous contrat en 1621, possédait 250 acres en 1651, reçu en échange du financement du voyage de 5 engagés sous contrat, dont 4 blancs et un noir, John Casor. Ce dernier part ensuite travailler comme salarié libre pour un voisin, Robert Parker, qui le soutient en 1654 quand Johnson conteste et perd en justice. C'est seulement une décision, inverse, en appel en 1655, qui a établi officiellement le précédent juridique de l’esclavage en Virginie, a souligné Roger D. McGrath, sous forme de jurisprudence, confirmée seulement en 1661-1662 par le vote d'une législation locale en ce sens, la loi virginienne de 1662 sur l'esclavage.
Les connaissances manquent pour affirmer que l'année 1619 a marqué le début de l'esclavage aux USA, selon Karsonya Wise Whitehead, professeur de communication et d'histoire à l'Université du Maryland.
Selon Daryl Scott, professeur d'histoire de l'Université Howard de Washington, le fait qu'une partie des Noirs débarqués en 1619 en Virginie aient ensuite été considérés comme libres, sans procédure d'affranchissement, montre que ce n'est pas une date importante de l'histoire de l'esclavage.
Les historiens sont cependant d'accord pour rappeler que les "engagés" blancs qui ont constitué 100% de la colonie au lancement en 1607 puis 98% jusqu'au milieu du siècle, n'étaient eux-mêmes pas complètement libres, notamment pendant la durée de leur contrat d'engagement et que les Noirs débarqués en 1619 n'avaient, eux, pas choisi ce statut car ils ont été victimes d'une razzia en Angola.
Dès 1913, une étude de l'historien John Henderson Russell sur l'esclavage en Virginie avait établi que les Noirs n'y avaient pas le statut d'esclaves, au moins au cours des trois premières décennies.
Selon le gouverneur de 1671, les « deux ou trois » premiers navires à en importer sont arrivés dans la seconde partie des années 1660, dans le sillage de la Loi virginienne de 1662 sur l'esclavage, encore durcie par une loi de 1667 interdisant de recourir au baptême pour dispenser un esclave de servitude.
Cette date de 1619, jusque-là « relativement méconnue », émerge cependant dans le débat en mai 2007, quand Élisabeth II, Reine d'Angleterre, fait une très courte allusion « aux ravages de l'extermination des indigènes et de l'esclavage d'Africains », lors d'une visite à Jamestown pour fêter le 400e anniversaire de la fondation en 1607 du premier établissement durable des Anglais outre-Atlantique. Peu après, en juillet 2008, pour commémorer elle aussi cette fondation de 1607-1608, la Chambre des représentants américains évoque 246 années d'esclavage (1619-1865), dans une déclaration d'excuses formelles. Dix ans après, venu à Jamestown en juillet 1619, le président américain Donald Trump a préféré célébrer les 400 ans de la première assemblée en Virginie  mais la date de 1619 ressurgit aussi pour les esclaves, cette fois dans le titre même de The 1619 Project, conçu à l'origine comme un numéro spécial du New York Times préparé par sa journaliste noire Nikole Hannah-Jones.
Prévu pour le 20 août 2019 mais critiqué par des historiens, il s'est rapidement transformé en projet beaucoup plus large, très peu centré sur l'année 1619 et visant surtout à dénoncer le racisme institutionnel et les défis socio-économiques des Noirs en 2019. Finalement le numéro de 100 pages est sorti à une autre date, le 14 août 2019, avec une quinzaine de contributions d'écrivains . Nikole Hannah-Jones y souligne que ce sont les Noirs qui ont « fait la démocratie » de son pays, car elle veut « recadrer l'histoire américaine », notamment l'idée qu'elle commence en 1776, quand Thomas Jefferson ou George Washington, deux grands propriétaires d'esclaves, sont présentés comme les « pères fondateurs », triomphant lors de la guerre d'indépendance des Etats-Unis. Ces derniers étaient selon elle surtout motivés par le fait que les Britanniques s'apprêtaient à abolir l'esclavage, mais selon des historiens l'abolitionnisme a en fait progressé juste après la guerre plutôt que juste avant, dans le sillage des abolitions des nouveaux américains du Nord, dès 1780, et des dizaines de milliers d'esclaves libérés par les Anglais.
L'historienne Myriam Cottias a reconnu que les Noirs furent effectivement des «perfectionneurs de la démocratie» américaine et le New York Times a concédé que seulement «certains» Américains se sont principalement battus pour défendre l'esclavage lors de cette guerre d'indépendance, mais cinq historiens de renom ont écrit au journal, consternés par d'autres «erreurs factuelles du projet ainsi que le processus fermé qui le sous-tend», l'Africain-Américain Glenn Loury, professeur d'économie à Brown University, dénonçant même une démarche « autocentrée ».
The 1619 Project rappelle par ailleurs que d'autres Noirs étaient venus avant 1619 en Amérique du Nord, mais dans la partie espagnole : selon l'historien Henry Louis Gates, un esclave noir nommé Juan Garrido est ainsi arrivé accompagné de Juan Ponce de León en 1513 en Floride, près de Sainte-Augustine, où les Espagnols amenèrent des esclaves en 1565.

## Contexte diplomatique, économique et militaire
En 1619, les empires espagnol et portugais, fusionnés entre 1618 et 1620, sont les seuls européens à pratiquer l'esclavage et la traite négrière. Ils monopolisent la rive ouest de l'Atlantique, où seules sont tolérées la discrète colonie anglaise de Virginie et une autre encore embryonnaire, les Français de Nouvelle-Écosse, appelés plus tard Acadiens.
Ces deux empires produisent alors un maximum d'argent-métal et de sucre, qui sert aussi de monnaie, leur permettant de se procurer beaucoup plus d'esclaves à partir du milieu des années 1610, razziés lors de raids militaires ou achetés à des auxiliaires militaires africains des Portugais en Angola. La mine d'argent espagnole du Potosí, plus importante du Monde, a atteint son niveau historique de production en 1580-1620. Dès 1585, son exploitation a décuplé par rapport 1570 et la ville a plus d'habitants que Madrid, Séville ou Rome, avec une production d'argent-métal qui reste proche des sommets au début du siècle suivant, des esclaves africains étant employés dans les activités annexes. Dans les décennies qui suivent, ce métal du Potosi sert aux sucreries portugaises du Brésil à acheter des esclaves noirs raflés le long des fleuves africains.
Cet afflux d'argent-métal espagnol a aussi dopé la frappe monétaire en Europe dans les années 1610, les mines du Mexique prenant ensuite le relais. Il provoque un essor de la demande de tabac, puis de sucre, en Europe, mais aussi une « montée vertigineuse des prix du grain », renchéri par les pénuries de la guerre de Trente Ans. Dès le milieu des années 1610, le prix du tabac produit en Virginie a augmenté.
Jusque-là, au cours de la période 1560-1620, environ 74 % du sucre venait d'Hispaniola. Dans l'île espagnole, jusqu'aux années 1570, la main d'œuvre était essentiellement amérindienne, avant d'être remplacée par des Africains de Madère et Sao Tomé, choisis pour leur expérience du sucre. Les années 1610 ont vu le Brésil prendre le relais : le nombre de moulins y passe de 130 en 1585 à 230 en 1610 et 346 en 1629. Il a triplé en un demi-siècle. Une invention importante, autour de 1610, permet de remplacer les deux cylindres horizontaux broyant la canne par trois cylindres verticaux, « permettant de faire passer deux fois la canne et donc d'extraire plus de jus ce qui doubla la productivité », avec des chaudières plus petites pour « diminuer la formation de caramel ».
L'offre et la demande de sucre progressant, les Empires espagnols et portugais, fusionnés entre 1580 et 1620 dans l'Union ibérique, en produisent un maximum car il sert aussi de monnaie, en plus de l'argent-métal, pour financer la guerre de Trente Ans débutée en 1618. C'est le premier essor de la traite négrière, centré sur le Brésil : quelque 15 430 esclaves y sont envoyés au cours de la première moitié des années 1620.

## Des chrétiens originaires d'une ville de l'intérieur de l'Angola
Les archives espagnoles révélant d'où venaient les passagers amenés en Virginie par le White Lion n'ont été publiées qu'en 1998 par l'historien Engel Sluiter. Il a prouvé que les passagers noirs furent récupérés sur un navire négrier espagnol, le San Juan Bautista, qui les convoyaient de Luanda, capitale de l'Angola portugais, vers Veracruz, principal carrefour portuaire du Mexique espagnol. Ils furent capturés en 1618-1619, parmi deux mille autres personnes victimes d'une rafle à grande échelle des mercenaires Imbangala (en), commandée par Luis Mendes de Vasconcellos (1617-1621), gouverneur portugais de l'Angola, contre le Royaume de Ndongo,,, à plusieurs centaines de kilomètres de l'océan, trois à quatre ans avant la défaite subie par les soldats portugais en décembre 1622 à la bataille de Mbumbi. Leurs supplétifs, les mercenaires Imbangala, étaient décrits par des sources européennes et locales comme des cannibales originaires du sud de la rivière Kwanza.
Le Portugal était en 1618–1619 sous administration de l'Espagne , qui souhaitait retrouver le niveau de commerce record avec les Amériques de 1609. Le conseil des grandes maisons de commerce du port colonial de Séville venait d'évincer le grand négociant portugais, Juan Nuñez Correa et réclamait le départ rapide de la flotte vers l'Amérique alors que certains navires attendaient depuis trois ans leur incorporation dans un des convois, toujours trustés par les vieux galions hors d’usage du Roi.
Luis Mendes de Vasconcellos, nouveau gouverneur portugais de l'Angola, depuis 1617, a alors amplifié la politique de raids dans l'intérieur des terres, capturant des milliers de prisonniers, parmi lesquels un nombre disproportionné de femmes et d'enfants. Il réussit notamment deux grands raids successifs contre la population de langue Kimbundu. Le premier captura de quoi remplir six grands navires négriers entre le 18 juin 1619 et le 21 juin 1620, soit près de 2000 esclaves livrés ensuite à Veracruz, au Mexique. Parmi les six, le San Juan Bautista, est parti de San Lucar, près de Séville le 12 ou le 13 octobre 1616. Chargé d'embarquer 200 esclaves sur la côte angolaise, le négrier espagnol en a pris 150 de plus, en grande partie des femmes et des enfants.
Les archives montrent que 36 négriers espagnols firent le trajet entre 1618 et 1621, avant la défaite portugaise de décembre 1622 à la Bataille de Mbumbi. Le San Juan Bautista fut le seul attaqué par des corsaires. Il faudra attendre 1629 pour qu'un amiral hollandais s'attaque à une escadre espagnole de la Flotte des Indes, gagnant la bataille de la baie de Matanzas, qui permit aux Pays-Bas d'envoyer en 1630 près de 70 navires pour s'emparer du Brésil.
Les victimes venaient de la ville d'Angoleme, que les Portugais avaient décrite en 1564 comme habitée par 30 000 personnes dans près de 5 000 maisons, avec probablement parmi elles des artisans. Une communauté chrétienne de langue kimbundu existait en Angola en 1619. Les habitants avaient leur propre religion, mais beaucoup avaient eu des contacts avec les missionnaires jésuites arrivés avec les Portugais en 1575. Angela, arrivée sur le Treasurer en 1619 puis recensée en 1624 en Virginie, était baptisée. Des estimations chiffrent à 50000 le nombre d'Africains capturés lors des raids de cette période et l'évêque Manuel Bautista Soares du Kongo a parlé d'approximativement 4000 esclaves chrétiens capturés.

## Circonstances

### Lieu réel du débarquement en Virginie
Le 20 août 1619, le White Lion débarqua les 20 premiers habitants noirs de Virginie mais pas à Jamestown, la capitale de la colonie, qui fut longtemps considérée par erreur comme le lieu de leur débarquement.
En 2015, le Virginia Department of Historic Resources a publié une version révisée de cette histoire : les Africains ont débarqué à Point Comfort, rebaptisé depuis Fort Monroe, un lieu de la ville de Hampton, situé à plus de cinquante kilomètres de Jamestown. Le président Barack Obama a déclaré officiellement Fort Monroe site de débarquement.
La légende d'une arrivée à Jamestown a été entretenue pour favoriser le tourisme historique, selon Calvin Pearson, fondateur du "Project 1619", qui milite pour une historiographie plus proche de la réalité, en partenariat avec le New York Times et estime qu'il est plus approprié de parler d' « esclaves africains qui ont eu la possibilité de se libérer avant 1661 » que d'esclaves importés. Plus important encore selon lui, il s'agissait d'un « débarquement involontaire des premiers Africains capturés par des pirates en mer » et pas d'une arrivée, terme qui suggère une destination prévue, comme un train ou un avion.

### Lieu et motif de l'attaque du navire espagnol
Le lieu de l'attaque du San Juan Bautista n'est pas connu. Les deux corsaires ont embarqué 50 à 60 des 200 survivants africains à son bord, qu'ils se sont partagés, surtout des femmes et des enfants.
Les corsaires évitaient en général d'abimer les navires attaqués mais le San Juan Bautista a subi des dommages sérieux. Après l'attaque, son capitaine Manuel Méndez de Acuña, a dû ordonner une escale à la Jamaïque espagnole, où il a dû transférer les 123 esclaves restants sur la frégate Santa Ana, du capitaine Roderigo de Escobar, finalement arrivée à Veracruz le 30 août 1619. Au passage il a dû vendre à la Jamaïque espagnole 24 enfants, en les séparant de leurs parents. En 1619, la Jamaïque espagnole n'est pas un lieu de plantations importantes.
À ce moment-là, 143 des 350 passagers du navire négrier espagnol étaient déjà morts, selon les archives espagnoles, soit une mortalité de 41%.
Les archives disant de manière vague "au-delà du Campeche", le musée de Hampton a émis l'hypothèse d'une attaque la proximité des côtes mexicaine de Veracruz, les corsaires cherchant peut-être à attaquer des navires chargés d'argent avant le départ de La Havane du traditionnel convoi d'été les amenant Europe, la Flotte des Indes". Mais c'est contradictoire avec le transfert des esclaves restant sur un autre navire à la Jamaïque espagnole, effectué dès les dégâts causés par l'attaque corsaire.
Ce transfert rend plus probable une attaque entre Saint-Domingue et Cuba, visant un navire en difficulté.
Les hollandais ne parviendront qu'une seule fois à s'en emparer, et seulement partiellement, une décennie plus tard à la Bataille de la baie de Matanzas.

### Le parcours des corsaires après l'attaque
« Sévèrement abimé » lui aussi dans le combat naval contre le négrier espagnol, le White Lion a ensuite été obligé de prendre la direction de la côte américaine et en chemin fut « encore plus endommagé » par une « violente tempête » dans la zone Atlantique, qui le plaça dans « une situation critique » avec la nécessité de « réparations majeures ».
Le témoignage oculaire de John Rolfe, secrétaire de la colonie, consigné dans une lettre de l'époque, note que les hollandais étaient en "grand besoin" alimentaire, même s'ils s'étaient emparés de céréales sur le négrier espagnol.
Une autre lettre, de John Pory, son successeur, atteste que le navire a dû passer ensuite un mois dans la colonie, malgré les conflits entre les habitants et l'autre navire corsaire.

### Les enquêtes pour corruption
Un second navire corsaire, le Treasurer, commandé par Daniel Elfrith, est arrivé quatre à cinq jours après le premier mais n'a lui débarqué que 2 ou 3 passagers noirs sur les 20 à 30 qu'il avait récupérés sur le navire négrier espagnol.
Pendant tout le temps de son séjour en Virginie, les résidents de Kecoughtan (aujourd'hui Hampton) refusèrent d'approvisionner le Treasurer. Mais ils n'étaient pas encore informés de la non-validité de sa lettre de marque, causée par la fin de la guerre entre l'Espagne et le duché de Savoie un mois après son départ d'Europe, compte tenu des délais du courrier transatlantique.
Plusieurs hommes travaillant pour De La Warr durent débarquer du Treasurer tout comme le quartier-maitre du navire, Gray. Emmenés à Jamestown pour y être interrogés, ils furent menacés de la peine de mort. Attaquer des navires espagnols mettait en danger la colonie.
Le Treasurer a ensuite dû partir précipitamment aux Bermudes, qui depuis le boom du tabac cinq ans plus tôt, ne dépendaient plus de la Virginia Company mais directement de la Couronne. Avant l'arrivée des deux corsaires, la Virginia Company avait lancé des investigations pour corruption contre Samuel Argall, son ex-gouverneur, qui fut par ailleurs capitaine du Treasurer, dont était copropriétaire Lord Rich, toujours actionnaire de la Virginia Company. Daniel Elfrith, successeur de Samuel Argall comme capitaine du Treasurer, avait lui aussi fait l'objet de plusieurs enquêtes pour corruption et commerces illégaux.
Le vice-gouverneur des Bermudes Miles Kendall mit l'équipage du Treasurer en garde à vue, en attendant l'arrivée de son supérieur Nathaniel Butler, qui déclarera, mais plus tard, que les esclaves sont le meilleur moyen d'entretenir une plantation. Aux Bermudes, l'esclavage existait, mais de manière ténue, avant 1619. Vers 1617, un « Indien » , peut-être un Caraïbe et une personne d'origine africaine, peut-être un esclave, avaient été transportés aux Bermudes et pourraient avoir servi de plongeurs de perles temporaires, car aucune perle ne fut finalement trouvée. Le gouverneur des Bermudes dissimula une partie des Noirs débarqués.
À Jamestown, c'est le gouverneur qui avait pris en charge la vingtaine de passagers noirs débarqués. Plusieurs travaillèrent ensuite sur sa plantation puis furent libérés.

## Vie des passagers noirs après leur débarquement en Virginie

### Les recensements de mars 1620 et 1624
Les historiens ont établi qu'il fut appliqué à la trentaine d'arrivants noirs de 1619 un statut juridique d'« engagés », déjà utilisé pour les travailleurs blancs.
En mars 1620, 32 Africains vivaient en Virginie, débarqués des deux navires corsaires, dont la majorité sous le contrôle des deux dirigeants de la colonie, Sir George Yeardley et Abraham Peirsey. Parmi eux, la majorité (17) étaient de sexe féminin et onze travaillèrent pour ce dernier. Mais ensuite la colonie de Virginie a été décimée en 1622 par une attaque des Amérindiens qui a fait plus de 400 morts, le tiers de ses habitants.
Les arrivants de 1619 n'étaient plus que 21 en février 1624, lors du dernier recensement, leur sexe n'étant pas précisé. Parmi les 21 : deux de leurs enfants nés sur place et éventuellement les 6 autres africains vivant en Virginie en 1625, qui n'étaient pas venus par les deux corsaires hollandais mais par trois autres bateaux différents. Les archives gardent en particulier la trace John Phillip, un "marin noir libre", présent dans la colonie en 1624, selon le dernier recensement effectué avant la dissolution de la Virginia Company.
Des documents de septembre 1625 font état d'un salaire de 40 livres de tabac pour un travailleur Africain de Virginie au service de Lady Temperance Yeardley, arrivé sur un navire du capitaine Jones.

### Fondation de familles et descendance
Les femmes étaient majoritaires dans la trentaine de passagers noirs débarqués par les deux corsaires en 1619 et au moins deux d'entre elles avait déjà fondé des familles et donné naissance sur le sol américain, lors du recensement de 1624. Parmi ces deux familles avec enfants de 1624, un couple de noirs affranchis probablement venus de Luanda, Anthony et Mary Johnson, qui vingt ans plus tard était propriétaire de terre à Jamestown, en 1645.
La mère du président américain Barack Obama, Stanley Ann Dunham, pourtant considérée comme blanche, a des ancêtres parmi les premiers colons afro-américains de la Virginie coloniale, de la famille Bunch, qui ont passé pour des Blancs car la branche de Virginie s’est mariée avec des familles blanches locales.

## Évolution de la Virginie après leur arrivée

### Les milliers de cultivateurs irlandais de tabac
La colonie de Virginie, pionnière européenne de la culture du tabac jusqu'aux années 1620, subit ensuite la concurrence sévère des îles de la Caraïbe, où affluent des dizaines de milliers d'Irlandais.
Les îles les plus petites sont recherchées car jugées plus à l'abri des attaques d'Amérindiens, celle de 1622 en Virginie ayant massacré un quart des 1 600 habitants blancs. Dissoute peu après, la Virginia Company est directement reprise par la Couronne britannique qui veut profiter de succès du tabac en créant aussi une seconde colonie en Caroline, finalement confiée en 1629 à Robert Heath, procureur général depuis 1625, commissaire au commerce du tabac en 1627–1628 et partisan d'un monopole, plutôt qu'au parlementaire catholique George Calvert, proche des Espagnols et du Roi Charles, qui venait de lui donner le Comté de Longford en Irlande. Cette année, la Virginie décide de plafonner sa production.
Beaucoup d'Irlandais ont commencé à se rendre dans ces îles dès les années 1620, et encore plus dans les années 1630, notamment dans les lieux sans population indigène importante. Mais beaucoup d'autres sont arrivés aussi en Virginie, les autorités politiques et religieuses captant leurs terres en Irlande et s'inquiétant de la prospérité gagnée dans la culture du tabac par ces colonies du Nouveau-Monde créées à l'origine par des dissidents religieux.
Dès 1616, William Courteen avait créé avec le Hollandais Jan de Moor une société pour cultiver en Guyane du tabac, recherché depuis peu en Europe. Mais c'est seulement en 1624 qu'il y installe des réfugiés protestants wallons, qui ne feront cependant pas souche, puis préfère envoyer l'année suivante le capitaine John Powell s'emparer de la Barbade, la seule île des Caraïbes réputée sans Amérindiens.
La première colonie anglaise de Saint-Christophe-et-Niévès avait entre-temps été établie en 1624 par le flibustier anglais Thomas Warner, jouxtée par une colonie française installée dès 1625 par les Huguenots de François Levasseur. Les deux groupes s'unissent en 1626  pour le massacre des 2000 amérindiens de Saint-Christophe-et-Niévès.
Le Cardinal Richelieu change de politique. Il avait d'abord interdit en 1621 le tabac d'Amérique pour lancer sa production dans le Sud-ouest de la France, constaté quelques années après, le 31 octobre 1626[pas clair]. Mais la même année, changeant son fusil d'épaule, il fonde la Compagnie de Saint-Christophe, apportant lui-même un quart de ses 45 000 livres de capital.
Le 22 février 1627, cette Compagnie de Saint-Christophe envoie 532 engagés dont un tiers meurent en route du scorbut et la dysenterie. Début 1629, sur les 500 Français de Saint-Christophe-et-Niévès, on ne compte que 52 noirs dont 12 femmes, débarqués en 1628 par un pirate français. Une force espagnole tente de les expulser en gagnant la bataille de Saint-Kitts en 1629, mais la paix de 1630 entre l'Angleterre et l'Espagne permet d'y reprendre la culture du tabac.
Afin d'attirer les Irlandais, les nouvelles colonies proposent d'abord des contrats d'engagement relativement courts : en 1638, sur 6 000 habitants blancs de la Barbade, pour seulement 200 africains, seulement un tiers sont encore engagés. Informés de meilleures conditions aux Antilles, les passagers irlandais menés par le capitaine Thomas Anthony en Virginie vont par exemple l'obliger à virer vers Saint-Christophe. Mais le rapport de force évolue. Lors d'un incident à Kinsale en 1634, les candidats irlandais aux Antilles sont si nombreux qu'il en coûte 6 sterling par passager contre 3 à 4 pour une tonne de marchandises.
Le contrôle politique et religieux se renforce aussi côté anglais, car la Virginie en 1607 et le Massachusetts en 1620 furent fondés par des dissidents puritains. Dès 1627, le roi a exproprié William Courteen pour confier la Barbade à un proche, James Hay, 1er comte de Carlisle, l'un des 110 titres de noblesse créés par James Ier et son fils Charles Ier lors des quatre premières décennies du XVIIe siècle alors qu'il n'en existait que 59 depuis trois siècles. Le marchand irlandais Gregory French, de Galway, est lui traduit en justice en 1630 à la Barbade pour « certains discours... tendant au déshonneur » du roi Charles Ier . En mars 1638, c'est l'archevêque de Tuam Malachy Ó Caollaidhe qui envoie deux prêtres, Ferdinand Fareissy et David O'Neill, pour accompagner 600 Irlandais des deux sexes, mission jugée promise au succès en raison de transports désormais réguliers et de «la faible présence de ministres protestants ».
Jusqu'à la fin des années 1630, selon l'historien Donald Akenson, « peu ou pas du tout » d'Irlandais sont transportés de force vers le Nouveau Monde.
L'inverse se produit dans les années 1650, même si le transport de condamnés n'a « jamais été une source fiable de travail colonial forcé » au XVIIe siècle. 
Avec l'accélération des Plantations en Irlande opérée en 1632 par le Lord Deputy d'Irlande Thomas Wentworth les fermiers sont cependant chassés de leurs terres et quasiment contraints, pour survivre, de s'exiler en Amérique.
Gouverneur de la Virginie, Anthony Brisket, d'une famille italienne établie à Wexford, a profité de ces Plantations en Irlande pour récupérer des terres. En 1632, il devient gouverneur de Montserrat, reprise aux Espagnols, pour y installer une église et les Irlandais de Saint-Christophe-et-Niévès. En 1636, il va chercher plus d'engagés en Irlande et demande à Thomas Wentworth de bénéficier de "contrats sur le tabac au même taux que ceux du capitaine Thomas Warner", et d'autres". En février 1634, son successeur Harvey annonce que 1200 Européens viennent d'arriver en Virginie où en 1633 ont été créés cinq postes d'inspecteurs des entrepôts de tabac.
Ces nouveaux lieux de culture du tabac génèrent une surproduction mondiale à partir des années 1630 mais la force de l'immigration irlandaise dans la Caraïbe se poursuit jusqu'au milieu des années 1640, les immigrés modestes n'en prenant pas réellement conscience et comptant sur la mise en culture de nouvelles terres.

### Évolution des Noirs et métis de Virginie

#### Croissance démographique
Trente ans après l'arrivée, les Noirs n'étaient toujours pas plus de 300 en Virginie en 1649, seulement 2% de la population, dont une grande partie sont des enfants et des petits-enfants de la trentaine de passagers globalement jeunes arrivés en 1610.
Selon Cassandra Newby-Alexander, professeur d'histoire à la Norfolk State University, même dans les décennies suivantes, les naissances sur place ont contribué à la croissance de la population noire, qui reste cependant extrêmement minoritaire face à l'afflux massif de Blancs pauvres.
Entre 1630 et 1680, près de 75000 Blancs auraient ainsi émigré des Antilles vers la Virginie et le Maryland. La relativement faible proportion de femmes parmi eux, une sur quatre, pèse sur la natalité de cette population.
En 1671, le gouverneur Berkeley déclare que la Virginie a 40 000 habitants dont 5% d'esclaves noirs, « arrivés par seulement deux ou trois bateaux en sept ans » et 15% d'engagés chrétiens.
C'est plus tard, entre 1680 et 1721, que la Royal African Company va importer environ 5000 esclaves noirs en Virginie, dont la moitié originaire de Sénégambie, où les Portugais avaient amené le tabac dans les années 1500. Une partie arrive via la Caroline après 1710, l'année où la loi autorise les enclos.

#### Jurisprudence sur l'esclavage en Virginie
C'est le système de l'indenture qui est appliqué aux rescapés noirs du White Lion de 1619 en Virginie,, le seul que les Virginiens pratiquent depuis 1607 pour la quasi-totalité de la colonie, celui d'engagés « travailleurs sous contrat » : ils sont libérés après une période établie et se voient accorder la jouissance de quelques terres. Ce sera entre autres le cas pour l'un des Noirs débarqués en 1619, Anthony Johnson,, qui deviendra par la suite l'un des premiers propriétaires d'esclaves légaux aux États-Unis, en 1640. Le système de l'indenture, ou engagisme, sera aussi appliqué aux premiers travailleurs noirs hollandais de La Nouvelle-Amsterdam, également des Angolais, qui sont arrivés eux vers 1626 ou 1627 et font reconnaitre ce statut dans leur procédure de 1644.
Parmi les Angolais débarqués en 1619 en Virginie, beaucoup n'avaient pas de noms ce qui va les handicaper au moment de procédures pour défendre leur liberté, une fois la période d'engagement achevée. Sur les sept lancées, six ont été perdues faute de traces écrites du contrat d'engagement, ou parce que les plaignants ne pouvaient prouver leur âge, requis par une loi votée en 1643.
La jurisprudence a fluctué fortement ensuite, la Virginie ayant dans un premier temps été épargnée par la première des mesures racistes de l'Empire colonial, le Décret de 1636 sur l'esclavage à vie à La Barbade, qui concerne exclusivement la colonie de la Barbade, la seule où a démarré à cette époque l'importation d'esclaves noirs, pour y installer la culture de la canne à sucre.
La première jurisprudence instituant un cas d'esclavage en Virginie , remonte au 9 juillet 1640, quand le tribunal de la colonie a prononcé des sentences de trente coups de fouet contre trois personnes accusées d'avoir fui ensemble dans le Maryland. Les deux Blancs, un écossais et un hollandais, sont de plus condamnés à voir leur contrat d'engagement prolongé de quatre ans chacun, et le noir, John Punch, condamné à rester engagé à vie. Dans une étude de 1913 sur l'esclavage en Virginie, l'historien John Henderson Russell a conclu qu'il avait auparavant un statut d'engagé. Sa date de naissance n'est pas connue. Tous trois travaillaient pour le planteur Hugh Gwyn, représentant son comté à l'assemblée de la colonie. Dans les années 1630, John Punch avait épousé une engagée blanche qui lui avait donné en 1637 un fils, portant le même nom, qui possédait une terre en Virginie, où il cultivait du tabac, et qui pourrait être un des ancêtres de la mère du futur président américain Barack Obama, selon des recherches combinant tests génétiques, registres de mariage et de propriété, et généalogie. L'organisation Ancestry.com a précisé que ses deux années d'enquête n'ont pas permis d'établir un lien certain, mais il est aussi probable qu'il soit un ancêtre du diplomate Ralph Bunche, premier noir américain à recevoir le prix Nobel de la paix. Blancs de peau, des membres de la famille Bunch au XXIe siècle partagent le même profil d'ADN que les personnes originaires d'Afrique de l'Ouest.
Au cours des décennies suivantes, en particulier les années 1640, les années 1650 et les années 1660, quand l'Angleterre et ses colonies vont peu à peu se rallier à la pratique de l'esclavage, d'abord à la Barbade dans les années 1640, les Noirs de Virginie et leurs enfants, métis ou Noirs, vont devoir prouver qu'ils sont des engagés et pas des esclaves. La situation des Noirs se dégrade notamment après mars 1641, quand l'engagé noir John Graweere achète la liberté de son enfant.
La situation des engagés blancs se détériore au même moment. Dans son récit, un voyageur se dit atterré de voir les planteurs jouer leurs engagés blancs via des paris, d'autres les faisant fouetter quand ils fuient.
La proportion d'engagés volontaires blancs dans la population variait de 70% à 85% sur les 15000 arrivées en Caroline entre 1630 et 1680, mais parmi eux 60% ne survivent pas aux quatre années moyenne des contrats d'engagement, malgré leur jeunesse: les deux tiers ont entre 15 et 25 ans. En Caroline, ils seront remplacés par des esclaves amérindiens dans le dernier quart du XVIe siècle, et par des esclaves noirs ensuite.
Les planteurs de tabac s'inquiètent de la future concurrence de ces milliers d'engagés. Une loi de 1642 fixe leurs contrats à 7 ans pour les moins de 12 ans, 4 ans pour les plus de 20 ans et 5 ans entre les deux. Une autre de mars 1655 le fixe à 6 ans pour les Irlandais sans contrats de plus de 16 ans mais elle est abolie en 1660 pour ne pas décourager leur immigration. Les marchands de Londres exigent sous Cromwell une taxation maximale du tabac, divisée par cinq en 1660, ce qui permet aux planteurs virginiens d'échanger du tabac contre leurs premiers esclaves. Des lois de 1661-1662 punissent les engagés blancs en cas de disparition de noirs.
En Virginie, la jurisprudence concernant le statut d'esclave a au même moment été modifiée par la loi au début des années 1660. Jugée trop favorable aux métis, la jurisprudence Elizabeth Key de 1655, sous l'autorité de Richard Bennett, élu gouverneur en 1652 est notamment inversée loi virginienne de 1662 sur l'esclavage : c'est désormais le statut de la mère qui conditionne celui des enfants, dans l'espoir de freiner les naissances entre femmes noires et hommes Blancs.
Cette jurisprudence de 1662 a amené un nombre important de Noirs à épouser des femmes blanches, selon les recherches en généalogie. Les historiens ont établi en 2012 par l'étude systématique de l'ADN des Melungeons, qu'ils viennent de ces couples mixtes du XVIIe siècle.

### Migration dans les Appalaches
Ces populations ont ensuite migré vers les montagnes de l'Est, la chaîne des Appalaches, formant d'anciennes communautés métissées dans l'est du Tennessee et du Kentucky, ainsi que la Virginie-Occidentale, l'ouest des Carolines.
Cette migration dans les Appalaches a commencé au milieu du XVIIIe siècle et peu après, à partir de 1775, des esclaves libérés par les Anglais entre 1775 et 1784 viennent se cacher dans les mêmes montagnes, dès le début de la Guerre d'indépendance des Etats-Unis
Avant cette étude des historiens publiée en 2012, les communautés de "Melungeons" des Appalaches étaient perçues comme résultant d'un mélange d’amérindiens, d’afro-américains et d'européens, mais l'étude a montré très peu d'ascendance amérindienne, un maximum d'ascendance africaine pour les gènes masculins et beaucoup d'ascendance européenne pour les gènes féminins.
Le terme de "Melungeon" apparaît dès 1795 dans un journal de ce qui n’est pas encore l’Alabama pour qualifier les suspects de l'assassinat dans l'ouest de la Virginie, tout près d'un secteur d'habitat traditionnel des "Melungeons, du français Pierre-François Tubeuf, parti avec cinq familles françaises exploiter une concession de 55 000 acres dans la région charbonnière des Appalaches. Les « Melungeons » sont présentés par ce journal de 1795 comme des Amérindiens et des brigands.
Par la suite, au cours des quatre premières décennies du XVIIIe siècle, à la suite de révoltes d'esclaves sanglantes, des lois dites "Jim Crow" traquent les métis dans plusieurs États du Sud, les obligeant le plus souvent à dissimuler leur origine, y compris les traces écrites.

## Historiographie

### Archives et documents disponibles

#### Archives de la traite atlantique espagnole
L'historien Engel Sluiter a étudié les archives de la traite atlantique espagnole pour mesurer l'ampleur de la campagne de raids menés par les Portugais à partir de leur capitale en Angola Luanda et identifier le parcours du navire d'où venaient les esclaves débarqués en Virginie. Cette recherche a été publiée en 1997 dans le bulletin trimestriel de William & Mary.
Il a découvert qu'un banquier de Lisbonne, Antonio Fernandes Delvas, détenait le monopole de l'importations d'esclaves aux Amériques pour la période 1615-1622 et versait en échange à la Couronne d'Espagne un montant de 115000 ducats par an avec un plafond de 5000 captifs transportés par an et un plancher de 3500, vers deux destinations, Veracruz et Carthagène des Indes.
Au cours de l'année fiscale s'étendant du 18 juin 1619 au juin 1620, six grands navires négriers sont arrivés au Mexique, pour le seul port de Veracruz, qui avaient tous les six embarqué leurs victimes dans le port Sao Paulo de Luanda, capitale de l'Angola portugais. Ils ont transporté un total de 2 000 passagers, dont seulement 1161 sont arrivés vivants à Veracruz, en raison de plusieurs naufrages et d'une seule attaque corsaire. Manuel Mendes de Acunha a payé 8657875 pesos pour les 147 esclaves livrés le 30 août, qui avaient fait le trajet jusqu'à la Jamaïque à bord du Sao Joao Bautista puis avaient changé de navire.
Sur les 36 navires négriers arrivés à Vera Cruz au cours de cette année et les deux suivantes, le Sao Joao Bautista fut le seul attaqué par des corsaires.

#### Archives de la colonie de Virginie
Le séjour d'un mois du White Lion à Jamestown est attesté par une lettre écrite à Sir Dudley Carleton le 30 septembre 1619, de cette ville, par John Pory le nouveau secrétaire de la colonie, autre témoin oculaire des arrivées des deux navires, et qui été acheminée par Marmaduke Rayner, pilote du White Lion. La lettre révèle que le Treasurer avait visité Jamestown une première fois en 1619, quand le gouverneur était encore Samuel Argall, associé à Lord Rich, l'un des principaux investisseurs de la Compagnie de Virginie, dans la détention du navire, et que les deux navires corsaires se sont croisés par hasard avant l'attaque du négrier espagnol.
En 1624, le capitaine John Smith, qui avait joué un grand rôle dans la création de la colonie de la Virginie, a écrit une "General History of Virginia" dans laquelle il décrit l'arrivée de 1619, dont il n'a pas été témoin, en utilisant une lettre reçue par Sir Edwin Sandys, secrétaire de la colonie de la Virginie et écrite par le planteur de tabac John Rolfe, qui fut lui un témoin oculaire de leur arrivée.

#### Archives de l'Amirauté britannique
Dans "English Adventurers and Immigrants", publié en 1984 par Peter Wilson Coldham, apparait la reprise d'un témoignage de 1620 devant l'Amirauté britannique à Londres, affirmant que le White Lion a attaqué le négrier espagnol à la mi-juillet 1619, date cohérente avec une durée de deux semaines ensuite pour un voyage immédiat vers le port anglais le plus proche, à Jamestown, pour réparer ses avaries.
Le témoignage précise aussi qu'il a "pris de l'avance sur l'autre navire corsaire" probablement pour pallier cette urgence et que Jope, le capitaine du navire, aurait recouru à une chaloupe rapide pour attaquer le négrier espagnol par surprise.
Le capitaine Daniel Elfrith a un an après quitté les Bermudes pour Angleterre le 23 juillet 1620. La même année, il dut faire face à des accusations en Angleterre au sujet de trafics et attaques contre les navires de l’Espagne et du Portugal, qui mettaient en danger la colonie de Jamestown, dont il dépendait pourtant. Traduit devant la Haute Cour de l’Amirauté anglaise avec l'ex-gouverneur Samuel Argall, Elfrith a tenté d'y répondre en affirmant que le « White Lion » l'avait forcé à se lancer dans l’attaque contre le négrier espagnol en 1619. L'un des marins, Reinhold Booth, de Reigate, dans le Surrey, qui connaissait Elfrith depuis 10 ans, a témoigné que le capitaine Jope aurait menacé de tirer sur l'autre corsaire pour l'obliger à le suivre, mais ce témoignage a été discrédité. "Antonio", l’un des Angolais pris sur le négrier espagnol en juillet 1619 a témoigné devant la Compagnie de Virginie en faveur de Jope contre Daniel Elfrith, mais la Cour ne l'a pas non plus pris en compte.

#### Livre de Wesley Frank Craven en 1932
Dans le livre qu'il a publié en 1932, consacré aux archives permettant de comprendre la dissolution de la Compagnie de Virginie en 1624, Wesley Frank Craven, professeur d'histoire à la New York University, a révélé que le gouverneur des Bermudes a reconnu avoir caché la présence d'une partie Africains car il savait qu'il y aurait probablement un procès.

## Commémorations
La plaque commémorant leur arrivée en 1619 précise qu'une partie d'entre eux a par la suite retrouvé la liberté sans avoir été affranchis. La plaque souligne aussi que deux d'entre eux, Isabella et Anthony, ont donné naissance cinq ans après à leur fils William Tucker, la première personne noire née sur le sol de Virginie, en 1624. C'est pour « commémorer leur ancêtre William Tucker, né en 1624, soit cinq ans après le débarquement du  White Lion », qu'une cinquantaine de personnes se sont réunies en août 2019 à Jamestown.
Le 30 juillet 2019, le président américain Donald Trump, de son côté venu à Jamestown célébrer les 400 ans de la première assemblée en Virginie, a fait aussi une brève référence à l’arrivée de ce navire à Point Comfort, en y voyant « le début d’une traite barbare de vies humaines » mais Gaylene Kanoyton, le président local de l’association nationale pour la promotion des gens de couleur (NAACP) a estimé qu'il n'était « pas le bienvenu » . Le discours de Donald Trump est « boycotté par le Black Caucus » de la législation de Virginie. Selon lui l’essentiel est ailleurs, et l’esclavage dans les Amériques n’était « pas une nouveauté ».

## Dans la culture populaire

### Le Hollandais volant, opéra de Wagner
Le capitaine John Colyn Jope, un Anglais qui avait travaillé au service des Hollandais et portait une lettre de marque hollandaise a convoyé une vingtaine de Noirs angolais jusqu'à la Virginie après les avoir pris à un négrier espagnol. Selon les recherches d'un de ses descendants, le Major Hugh F.Jope (1923-202), de Haverhill, dans le Massachusetts, deux fois prisonnier de guerre en 1945, il serait à l'origine du quatrième opéra du compositeur allemand Richard Wagner, Le Hollandais volant, l'histoire d'un capitaine de navire condamné à errer sur les mers jusqu’à ce qu’il trouve une femme qui lui reste fidèle. Wagner l'a écrit en 1843 à partir de la légende du Hollandais volant, apparue dans des écrits vers la fin du XVIIIe siècle pour évoquer un personnage qui aurait vécu un siècle et demi plus tôt, ce qui rend son origine réelle difficile à établir.

### Parcours du pasteur puis capitaine John Colyn Jope
John Colyn Jope, né vers 1580 à Merifield, en Cornouailles, dans le sud-ouest de l'Angleterre, de parents anglais, était en réalité anglais, mais il est parti naviguer à Vlissingen, aux Pays-Bas.

### Un navire bâti à Lisbonne un demi-siècle plus tôt
Quinze ans avant sa naissance, son navire, le "White Lion" avait été construit par le chantier naval de Villa Franca près de Lisbonne, en même temps qu'un autre navire, le Pelicano. Tous deux ont d'abord navigué sous pavillon portugais pendant un an, avant d'être saisis par les Espagnols en 1571 pour la guerre contre l’Angleterre. L'année suivante, le célèbre amiral anglais Sir Francis Drake a capturé le Pelicano. En 1579, c'est le White Lion qui passe d'un nom espagnol à un nom hollandais, car il intègre la deuxième escadre hollandaise puis, après la mort de Guillaume d’Orange, passe sous contrôle de l'amiral Howard, fervent calviniste, qui le revendit à son ami Drake. John Colyn Jope, d'abord pasteur calviniste, aurait en 1609 racheté le navire dans un état inutilisable, puis aurait pris dix ans pour le rendre à nouveau utilisable.

### L'article de mars 1821 dans leVirginia Chronicle
Un article publié en mars 1821, dans le Virginia Chronicle évoque à ce sujet la chaloupe rapide que Jope aurait utilisée pour attaquer le navire espagnol. Cette chaloupe est présente dans les archives de justice de l'amirauté britannique, via le témoignage du capitaine de l'autre corsaire tentant lors de l'audience de 1620 de rejeter ses fautes sur Jope. Selon le Virginia Chronicle, cette chaloupe serait à l'origine de la réputation de "Hollandais Volant" qui aurait ensuite poursuivi, de son vivant, le capitaine Jope.
Par la suite, Hansel Voorhees a publié en 1872 dans "Archives flamandes de musique classique" une allusion à la légende, elle-même publiée en 1790 dans un récit de voyages en mer par l'écossais John MacDonald. Cette légende inspira, en 1834, une nouvelle au poète allemand Heinrich Heine : "Les Mémoires de Monsieur de Schnabelewopski" qui, mêlée à d'autres éléments de la légende, servit de thème au livret de l'opéra écrit en 1843 par Richard Wagner. Le musicien avait lu cinq ans avant la nouvelle d'Heinrich Heine.
Un autre récit a été publié en 1795 par l'anglais George Barrington : A Voyage to Botany Bay,. Il y est fait état d'une croyance superstitieuse propagée par les marins à la suite du naufrage d'un vaisseau de guerre hollandais durant une tempête, vaisseau qui serait par la suite brièvement apparu sous une forme fantomatique à son ancien bâtiment d'accompagnement.
Plus tard, une version française arrangée est publiée par Auguste Jal en 1832, onze ans après l'article en anglais de 1821, parlant cette fois d'un navire hollandais pris dans une violente tempête au passage du cap de Bonne-Espérance.